# Carcharocles chubutensis
A Carcharocles chubutensis vagy Carcharodon subauriculatus a porcos halak (Chondrichthyes) osztályának heringcápa-alakúak (Lamniformes) rendjébe, ezen belül a fosszilis Otodontidae vagy a recens heringcápafélék (Lamnidae) családjába tartozó faj.

## Tudnivalók
A Carcharocles chubutensis a középső oligocén korszaktól, egészen a kora pliocén korszakig maradt fenn, körülbelül 28-5 millió évvel ezelőtt.. Az úgynevezett „óriásfogú cápák” egyike. A hatalmas óriásfogú cápa (C. megalodon) egyik ősének vélik, de mivel a miocén és pliocén korok idején a két cápa kortárs volt, egyesek úgy vélik, hogy a C. chubutensis csak egy alakváltozata volt a C. megalodonnak. Épp úgy, mint a híres utódja esetében, a szóban forgó cápának sem ismert a pontos neme. Míg sokan az 1923-ban megalkotott Carcharocles nembe helyezik, addig a faj első leírója, Louis Agassiz svájci paleontológus és biológus szerint, ez a cápa inkább a Carcharodon nembe tartozik. A rendszertani besorolásáról folyó viták még nem értek véget.
Létezésének idején, a Föld számos tengerében előfordult. Maradványait, melyek főleg fogakból és csigolyaközepekből, ritkán porccsontokból állnak, megtalálták Észak- és Dél-Amerikában, Európában, Afrikában, Kubában és Puerto Ricóban.
A C. chubutensis és a C. megalodon fogai nagyon hasonlítanak, azonban az előbbinek a fogai karcsúbbak, fogkoronájuk íveltebb és a szélek fűrészezettsége finomabb. A fog hegyétől az egyik foggyökér széléig 130 milliméter van; ebből az adatból 1996-ban, Gottfried és társai kiszámították, hogy a porcos hal, körülbelül 12,2 méter hosszú lehetett; tehát nagyobb volt mint a C. angustidens.
Feltételezések szerint, ennek a cápának a Carcharocles angustidens az őse.
Az őslénykutatók kutatásai azt mutatják, hogy idővel ez a cápafaj élőhelyeket cserélt, megvolt neki az a képessége, hogy ha nem kedvező környezeti változások léptek fel, átköltözzön egy megfelelőbb élőhelyre.
Korának egyik csúcsragadozója volt, és meglehet, hogy halakkal, tengeri teknősökkel, cetekkel - méretének köszönhetően, akár bálnákkal - és tengeritehenekkel táplálkozott.

## Fordítás
- Ez a szócikk részben vagy egészben  a   Carcharocles chubutensis című angol Wikipédia-szócikk ezen változatának fordításán alapul.  Az eredeti cikk szerkesztőit annak laptörténete sorolja fel. Ez a jelzés csupán a megfogalmazás eredetét és a szerzői jogokat jelzi, nem szolgál a cikkben szereplő információk forrásmegjelöléseként.